# Chris Johnson
Christapher "Chris" Johnson é um jogador de basquetebol profissional que atualmente joga no Boston Celtics da NBA.

## Estatísticas na NBA

### Temporada Regular
| Ano      | Equipe            | PJ | PT | MPJ  | AP   | 3P   | LL   | RT  | AS  | BR  | TO  | PPJ |
| -------- | ----------------- | -- | -- | ---- | ---- | ---- | ---- | --- | --- | --- | --- | --- |
| 2012-13  | Memphis Grizzlies | 8  | 0  | 12.8 | .440 | .333 | .500 | 1.4 | 0.3 | 0.5 | 0.0 | 3.6 |
| 2013-14  | Boston Celtics    | 40 | 0  | 19.7 | .397 | .339 | .860 | 2.4 | 0.8 | 0.7 | 0.1 | 6.3 |
| Carreira |                   | 48 | 0  | 18.6 | .402 | .338 | .844 | 2.3 | 0.7 | 0.6 | 0.1 | 5.8 |